# Marcel-Elie Pellet
Marcel-Elie Pellet, francoski general, * 20. februar 1889, † 4. november 1965.